# Longevelle-sur-Doubs
Longevelle-sur-Doubs est une commune française située dans le département du Doubs, la région culturelle et historique de Franche-Comté et la région administrative Bourgogne-Franche-Comté.
Ses habitants sont nommés les Longevellois et Longevelloises.

## Géographie

### Description

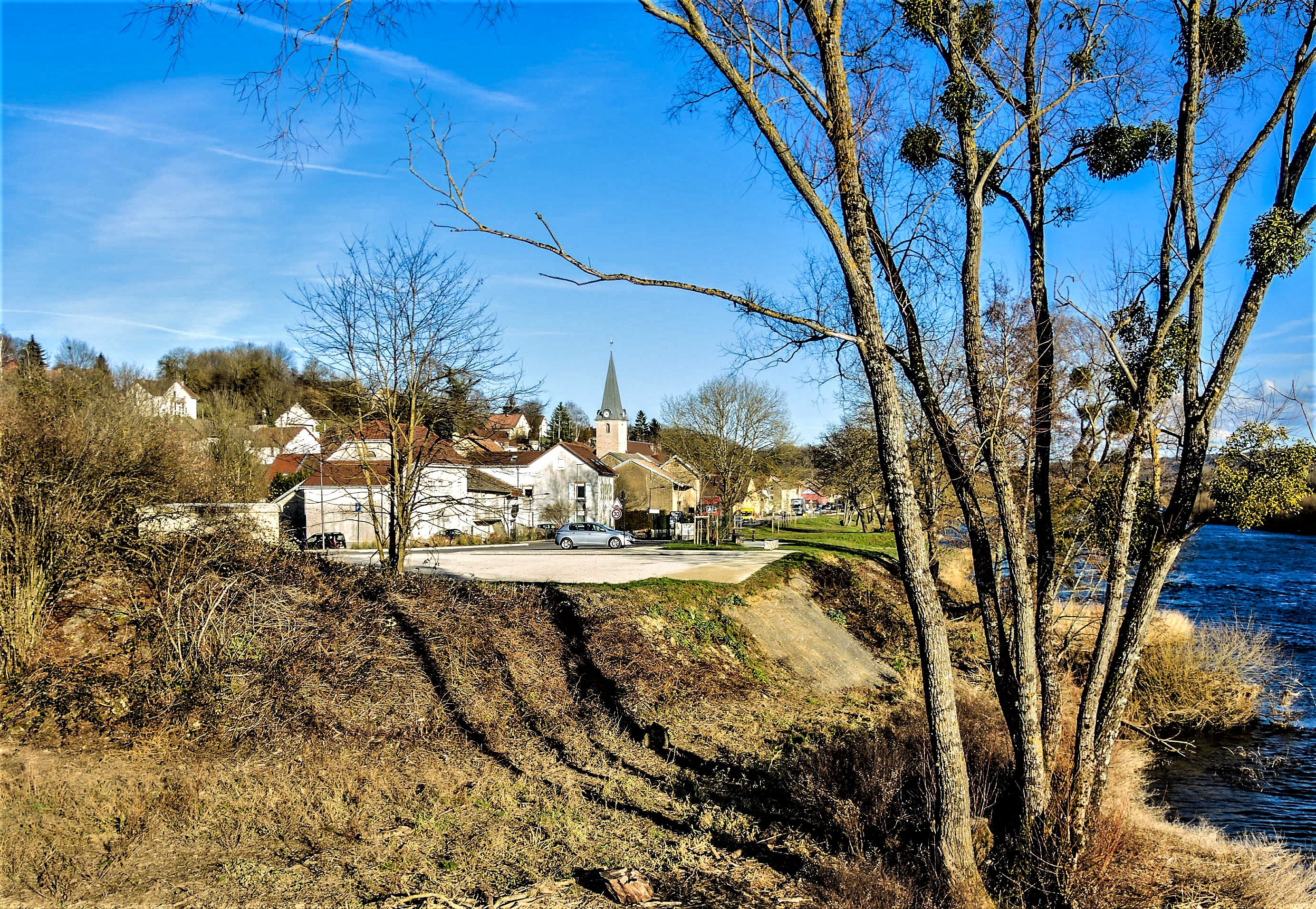
Le village vu du pont.

Longevelle-sur-Doubs est un village périurbain de la vallée du Doubs situé à 13 km au sud-ouest de Montbéliard, 53 km au nord-est de Besançon et 72 km à l'ouest de Bâle, à 25 km de la frontière franco-suisse.

### Hydrographie
Le territoire communal est limité au sud par le Doubs (rivière), un sous-affluent du Rhône par la Saône.

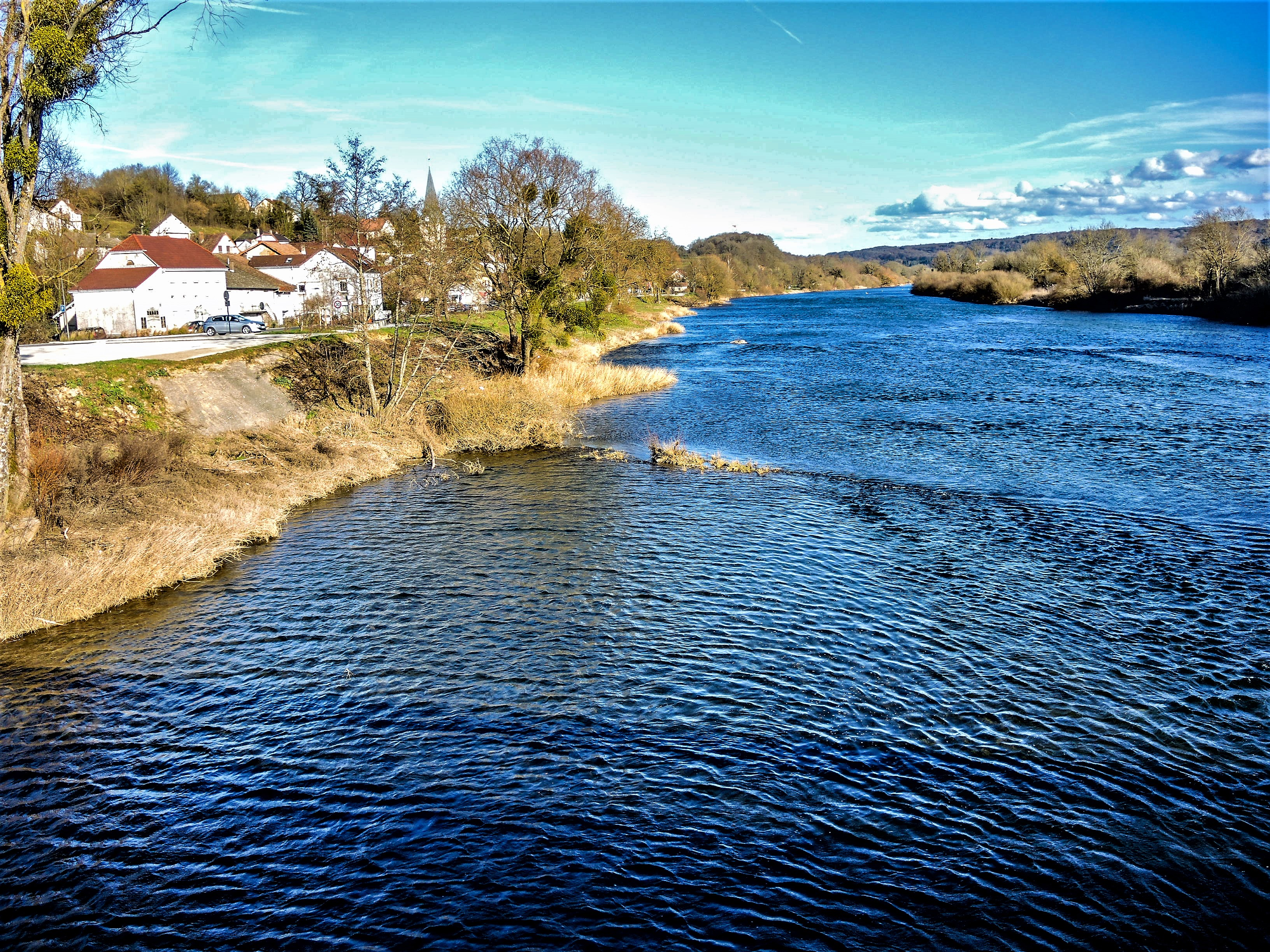
Le Doubs en amont du pont de Longevelle
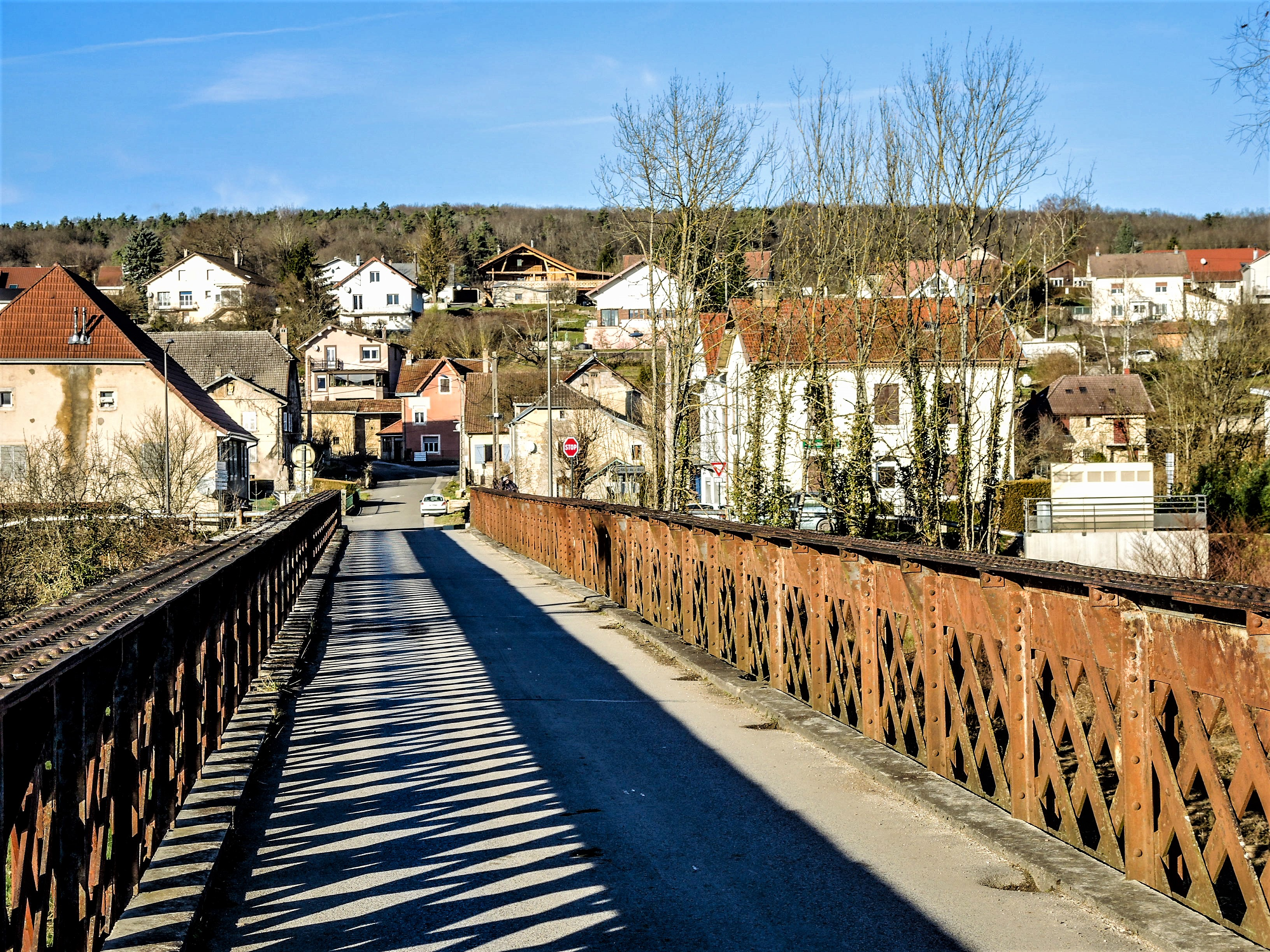
Pont sur le Doubs
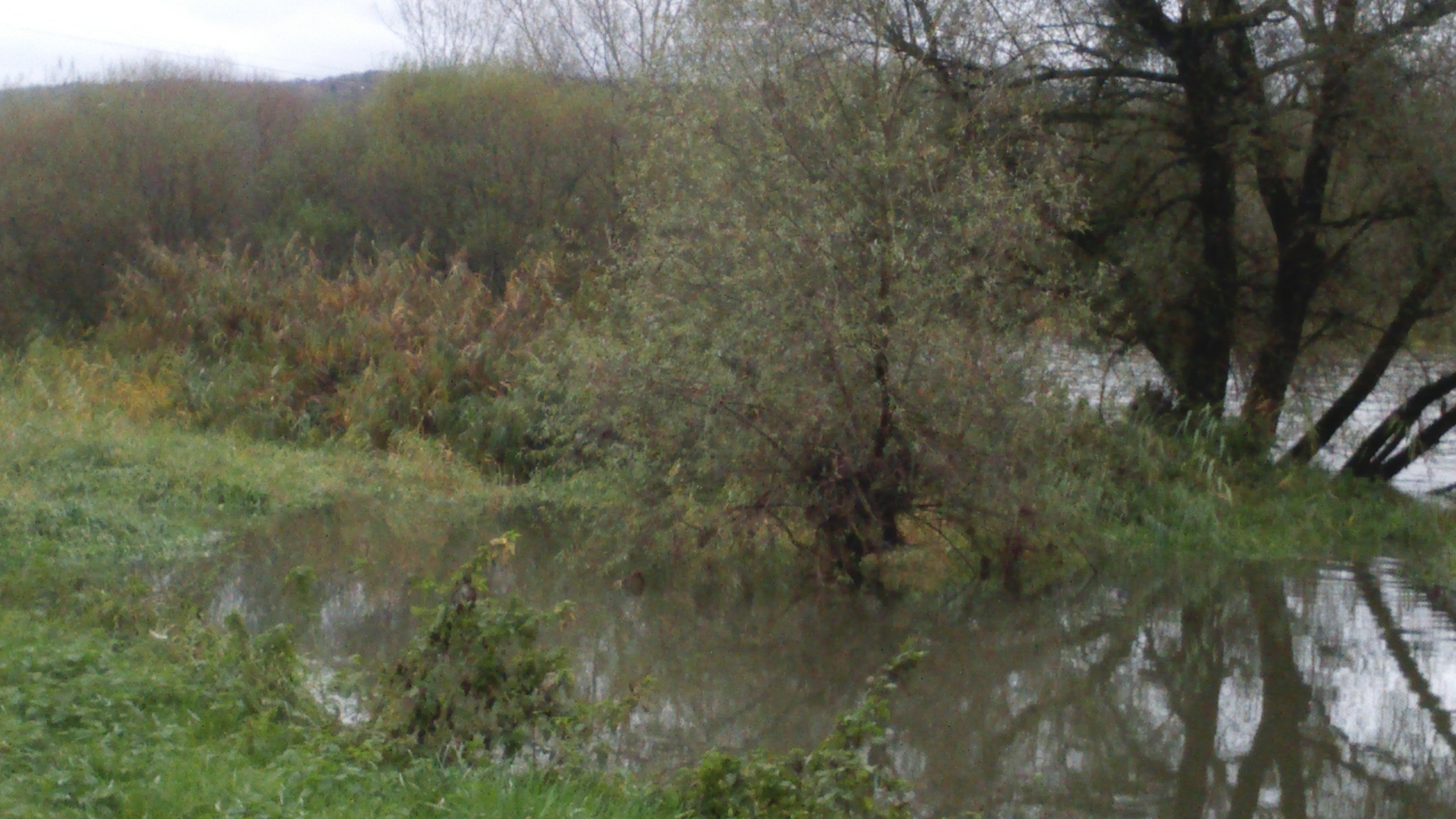
Crue en novembre 2016

### Climat
Pour des articles plus généraux, voir Climat de la Bourgogne-Franche-Comté et Climat du Doubs.
En 2010, le climat de la commune est de type climat de montagne, selon une étude du Centre national de la recherche scientifique s'appuyant sur une série de données couvrant la période 1971-2000. En 2020, Météo-France publie une typologie des climats de la France métropolitaine dans laquelle la commune est exposée à un climat semi-continental et est dans la région climatique  Jura, caractérisée par une forte pluviométrie en toutes saisons (1 000 à 1 500 mm/an), des hivers rigoureux et un ensoleillement médiocre. 
Pour la période 1971-2000, la température annuelle moyenne est de 10,2 °C, avec une amplitude thermique annuelle de 17,5 °C. Le cumul annuel moyen de précipitations est de 1 242 mm, avec 13,4 jours de précipitations en janvier et 10,5 jours en juillet. Pour la période 1991-2020, la température moyenne annuelle observée sur la station météorologique de Météo-France la plus proche, « Medière », sur la commune de Médière à 4 km à vol d'oiseau, est de 11,5 °C et le cumul annuel moyen de précipitations est de 1 105,2 mm. 
La température maximale relevée sur cette station est de 40,2 °C, atteinte le 24 juillet 2019 ; la température minimale est de −17 °C, atteinte le 5 février 2012,,. 
Les paramètres climatiques de la commune ont été estimés pour le milieu du siècle (2041-2070) selon différents scénarios d'émission de gaz à effet de serre à partir des nouvelles projections climatiques de référence DRIAS-2020. Ils sont consultables sur un site dédié publié par Météo-France en novembre 2022.

## Urbanisme

### Typologie
Au 1er janvier 2024, Longevelle-sur-Doubs est catégorisée bourg rural, selon la nouvelle grille communale de densité à 7 niveaux définie par l'Insee en 2022.
Elle est située hors unité urbaine. Par ailleurs la commune fait partie de l'aire d'attraction de Montbéliard, dont elle est une commune de la couronne,. Cette aire, qui regroupe 137 communes, est catégorisée dans les aires de 50 000 à moins de 200 000 habitants,.

### Occupation des sols
L'occupation des sols de la commune, telle qu'elle ressort de la base de données européenne d’occupation biophysique des sols Corine Land Cover (CLC), est marquée par l'importance des forêts et milieux semi-naturels (52 % en 2018), une proportion identique à celle de 1990 (52 %). La répartition détaillée en 2018 est la suivante : 
forêts (52 %), prairies (18,9 %), zones agricoles hétérogènes (17,1 %), zones urbanisées (5,7 %), terres arables (3,4 %), eaux continentales (3 %). L'évolution de l’occupation des sols de la commune et de ses infrastructures peut être observée sur les différentes représentations cartographiques du territoire : la carte de Cassini (XVIIIe siècle), la carte d'état-major (1820-1866) et les cartes ou photos aériennes de l'IGN pour la période actuelle (1950 à aujourd'hui).

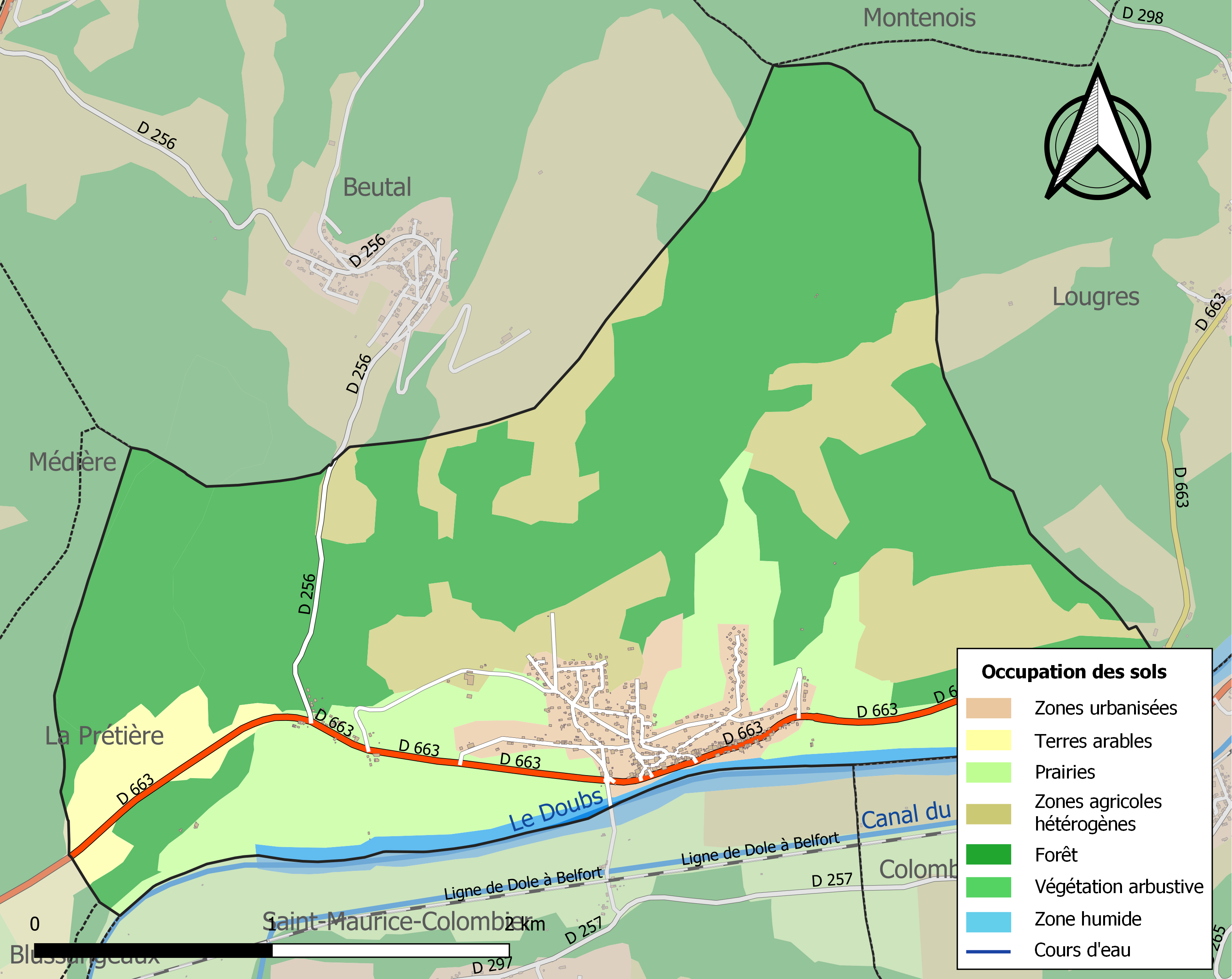
Carte des infrastructures et de l'occupation des sols de la commune en 2018 (CLC).

## Toponymie
Longevilla en 1134 ; Longeveule en 1413 ; Longeville-sur-Doubs depuis 1943.
En patois : Londgevelle.
À l'époque gallo-romaine : Longavilla  (grande maison).
Le sobriquet des habitants en patois  étaient:  Lai Berbis nars  (les brebis noires). Tous les villages du pays de Montbéliard avaient des surnoms sarcastiques.

## Histoire
Le site de Longevelle est occupé depuis la période préhistorique où des trouvailles archéologiques jalonnent ces établissements. À la suite de travaux routiers effectués en 1972-1973, des découvertes datant du Paléolithique et Épipaléolithique ont été trouvées sur les sites de la Roche aux Gours.
Les découvertes les plus exceptionnelles ont été faites en 1827 lorsqu'un paysan qui labourait en face du moulin découvrit des fragments de maçonnerie et une fouille révéla une superbe mosaïque géométrique à décors blanc, noir et rouge de rosaces sur 4,75 × 9,11 m. Des fragments furent déposés au musée de Besançon. D'autres vestiges ont été découverts au lieu-dit Les Bussières lors de travaux d'élargissement de voirie
Parmi les trouvailles, il faut ajouter une base de colonne d'ordre toscan et une monnaie à l'effigie de Jules César, ce qui confirme l'existence d'une villa gallo-romaine du Ier siècle. De plus, des sépultures burgondes ont été découvertes vers 1880.
À ses origines, Longevelle faisait partie du comté de Montbéliard mais en 1282, le village entra sous la formation de la seigneurie du Châtelot sous la suzeraineté des sires de Neufchâtel en Bourgogne (aujourd'hui Neuchâtel-Urtière). Cette situation dure jusqu'en 1789 mais avec des seigneurs différents : les Neufchâtel, les Furstemberg et les Ortembourg.
Durant cette période, plusieurs actes mentionnent une famille noble de Longevelle : Humbert de Longevelle. La famille de Longevelle disparait vers le milieu du XIVe siècle. Elle portait les armoiries "de gueules à une bande d'or au premier canton d'un point d'échiquier".
Comme les autres villages du comté de Montbéliard, les habitants de Longevelle ont eu beaucoup à souffrir des guerres, des meurtres, de la famine et épidémies dans les XIVe et XVe siècles.
Longevelle pendant la guerre de Trente Ans est dévasté tour à tour par les troupes lorraines et autrichiennes entre 1633 et 1637. À la guerre se joignirent la peste et la famine. La population, comme ailleurs, fut pratiquement anéantie et les terres sans cultures.
Le prince de Montbéliard-Wurtemberg, en sa qualité de seigneur du Châtelot, perd tous ses droits seigneuriaux en 1789 au début de la Révolution française. La seigneurie est supprimée en 1790 par suite des nouvelles divisions du territoire français, départements et cantons. La commune de Longevelle intègre le canton d'Onans (district de Baume-les-Dames) et le département du Doubs puis passe dans le canton de L'Isle-sur-le-Doubs par arrêté du 19/10/1801.
La Guerre franco-prussienne de 1870 est encore fatale au village de Longevelle qui est réquisitionné pour la bataille entre les soldats français et allemands.
Enfin, pendant la Seconde Guerre mondiale, en novembre 1944, Longevelle se trouve pratiquement deux mois sur le front. Le 14 novembre 1944 à 11 h 20, les troupes du 5e Régiment de Tirailleurs Marocains et la 2e Division d'Infanterie Coloniale, en compagnie du régiment du Lomont (F.F.I), lancent l'attaque contre les soldats allemands retranchés au cimetière dans le Bois du Chânois.

## Politique et administration
| Période                                  | Période                       | Identité             | Étiquette | Qualité                                                                                                  |
| ---------------------------------------- | ----------------------------- | -------------------- | --------- | --- |
| Les données manquantes sont à compléter. |                               |                      |           | |
| mars 2001                                | 2008                          | Jean-Paul Charrier   |           | Conseiller général de L'Isle-sur-le-Doubs (1994 → 2001)                                                  |
| mars 2008                                | En cours (au 9 décembre 2014) | Pierre-Aimé Girardot | DVD       | Cadre Vice-président de la CA Pays de Montbéliard Agglomération (2020 → ) Réélu pour le mandat 2020-2026 |

## Démographie
L'évolution du nombre d'habitants est connue à travers les recensements de la population effectués dans la commune depuis 1793. Pour les communes de moins de 10 000 habitants, une enquête de recensement portant sur toute la population est réalisée tous les cinq ans, les populations de référence des années intermédiaires étant quant à elles estimées par interpolation ou extrapolation. Pour la commune, le premier recensement exhaustif entrant dans le cadre du nouveau dispositif a été réalisé en 2008.

En 2022, la commune comptait 653 habitants, en évolution de −5,36 % par rapport à 2016 (Doubs : +1,88 %, France hors Mayotte : +2,11 %).
| 1793 | 1800 | 1806 | 1821 | 1831 | 1836 | 1841 | 1846 | 1851 |
| ---- | ---- | ---- | ---- | ---- | ---- | ---- | ---- | ---- |
| 320  | 317  | 329  | 372  | 369  | 370  | 399  | 433  | 442  |

| 1856 | 1861 | 1866 | 1872 | 1876 | 1881 | 1886 | 1891 | 1896 |
| ---- | ---- | ---- | ---- | ---- | ---- | ---- | ---- | ---- |
| 407  | 446  | 441  | 407  | 395  | 387  | 352  | 372  | 368  |

| 1901 | 1906 | 1911 | 1921 | 1926 | 1931 | 1936 | 1946 | 1954 |
| ---- | ---- | ---- | ---- | ---- | ---- | ---- | ---- | ---- |
| 362  | 341  | 322  | 291  | 305  | 334  | 323  | 318  | 408  |

| 1962 | 1968 | 1975 | 1982 | 1990 | 1999 | 2006 | 2008 | 2013 |
| ---- | ---- | ---- | ---- | ---- | ---- | ---- | ---- | ---- |
| 412  | 448  | 493  | 493  | 657  | 604  | 628  | 635  | 679  |

| 2018 | 2022 | - | - | - | - | - | - | - |
| ---- | ---- | - | - | - | - | - | - | - |
| 675  | 653  | - | - | - | - | - | - | - |

## Culture locale et patrimoine

### Lieux et monuments
- Église protestante luthérienne de Longevelle-sur-Doubs

L'église protestante luthérienne de Longevelle-sur-Doubs
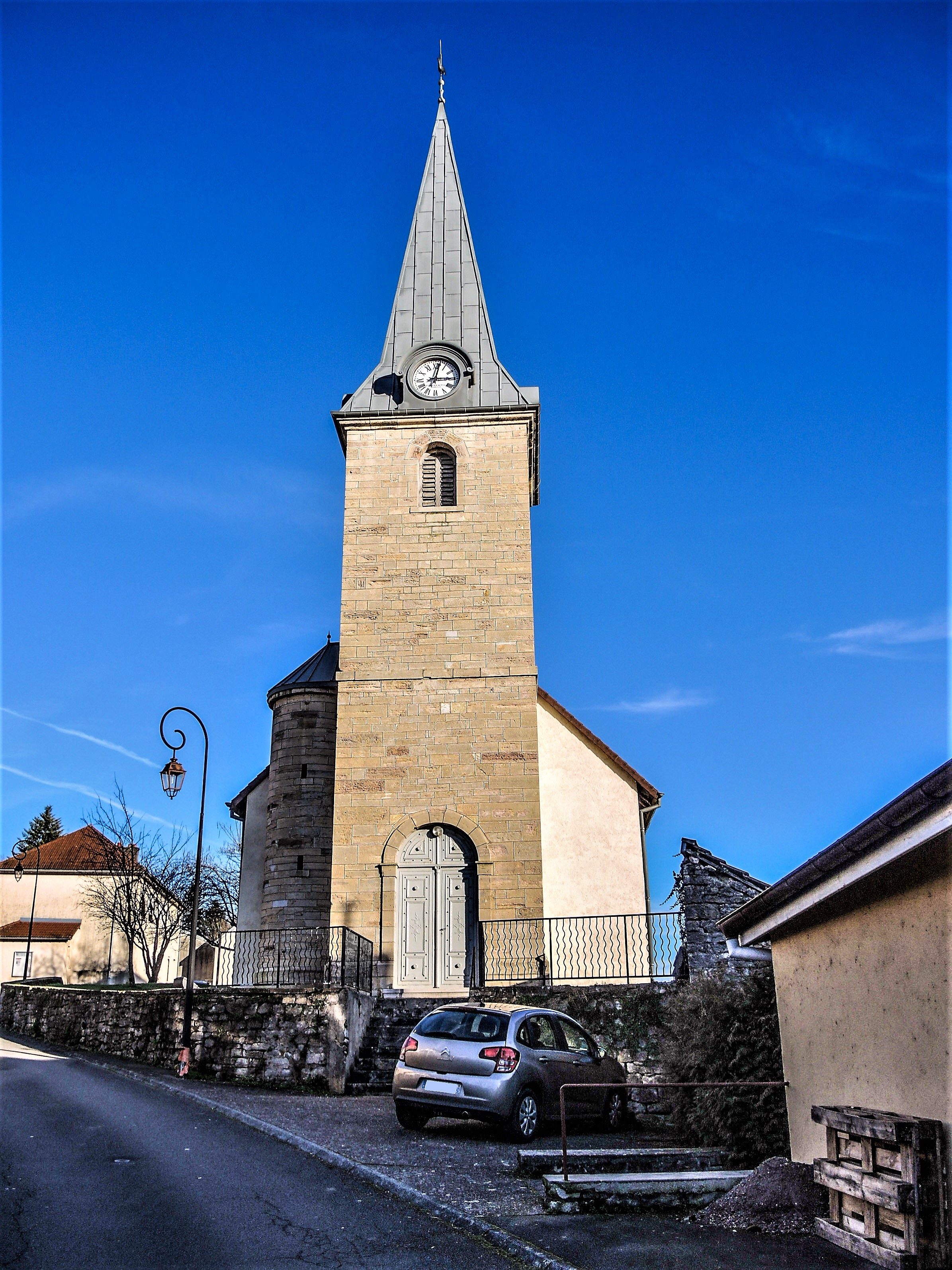
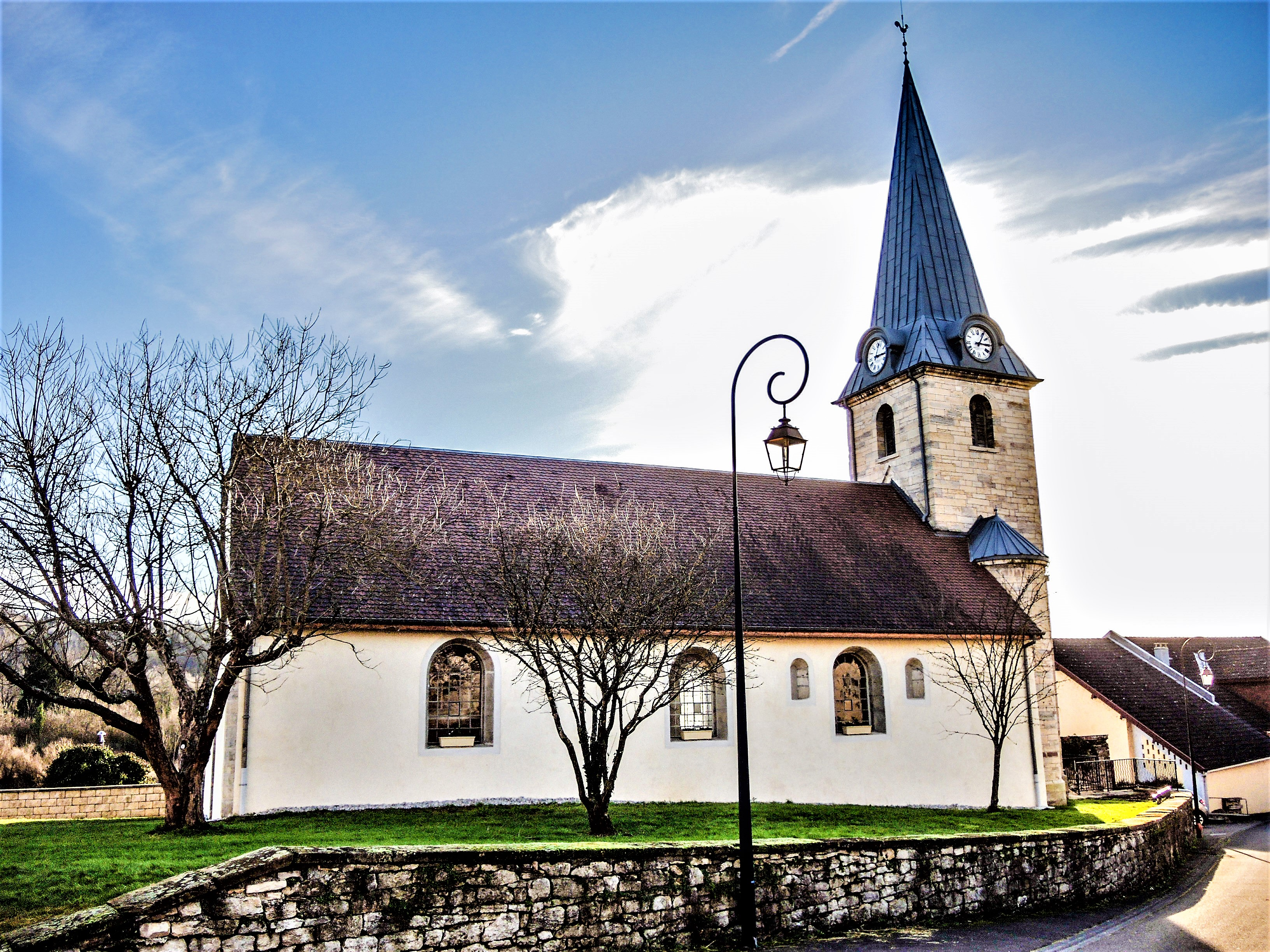

- Anciennes fontaines

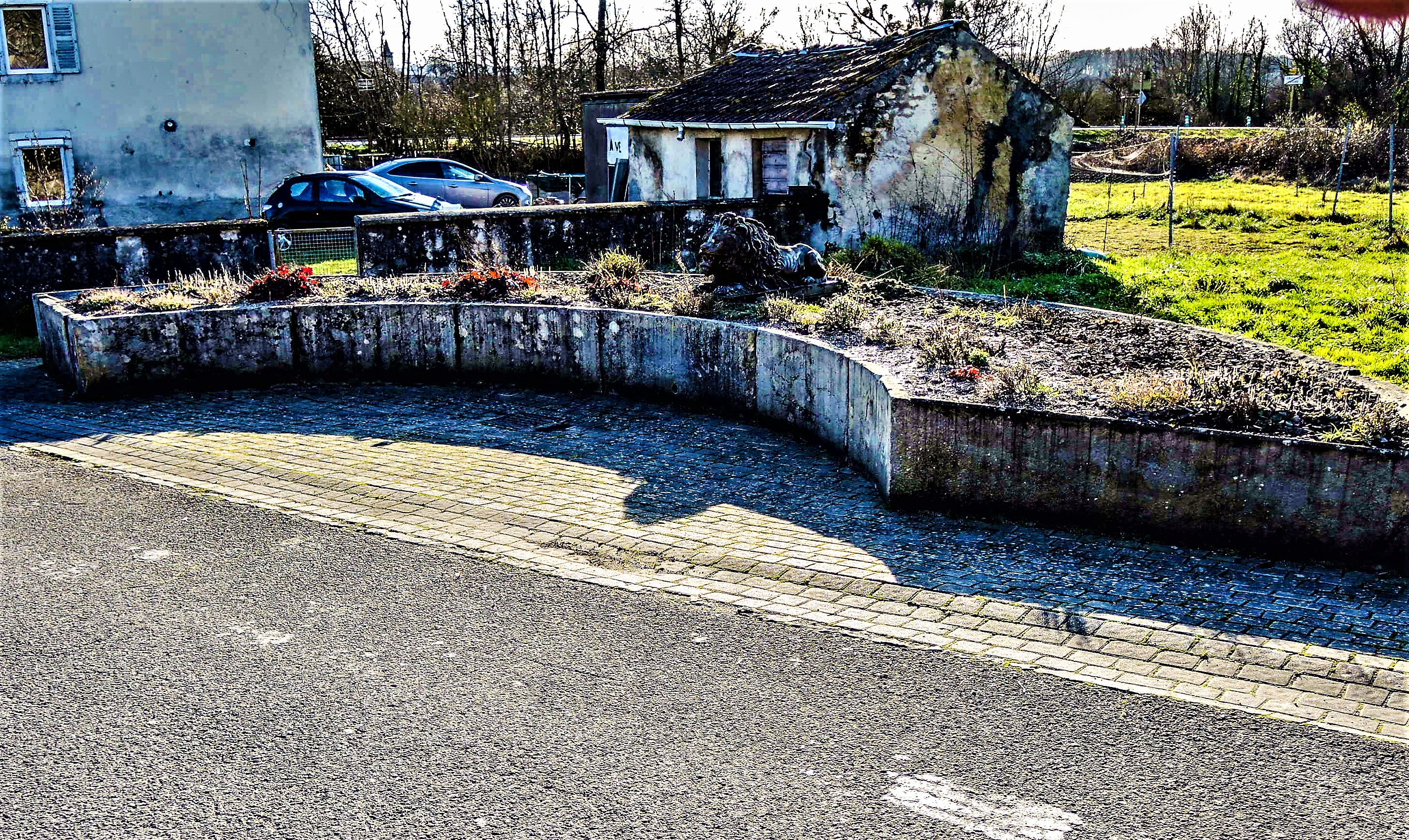
Ancienne fontaine-lavoir du lion, rue des Rousseaux
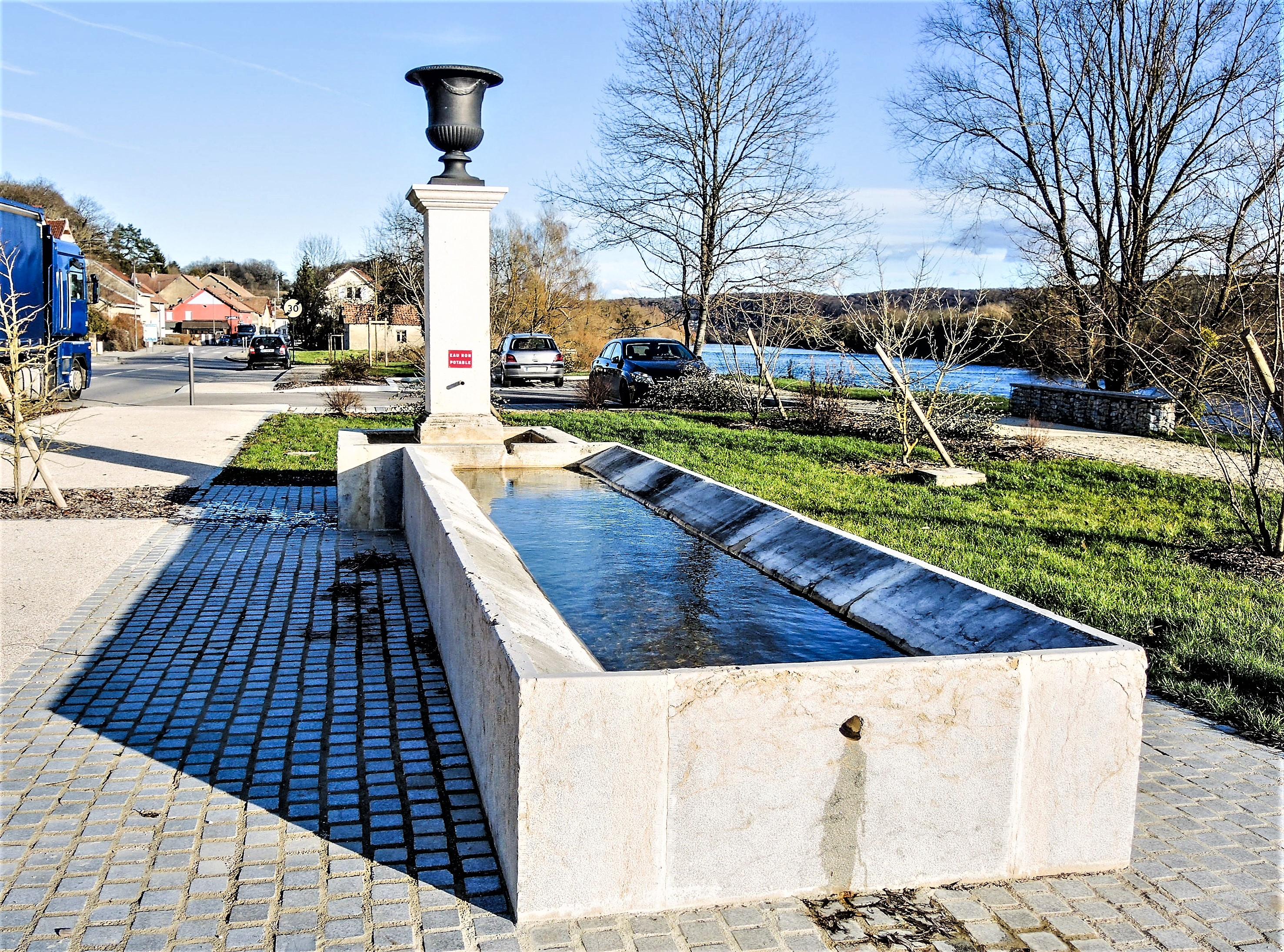
Fontaine-lavoir dans la Grande-rue

- Anciens linteaux de portes et fenêtres gravés

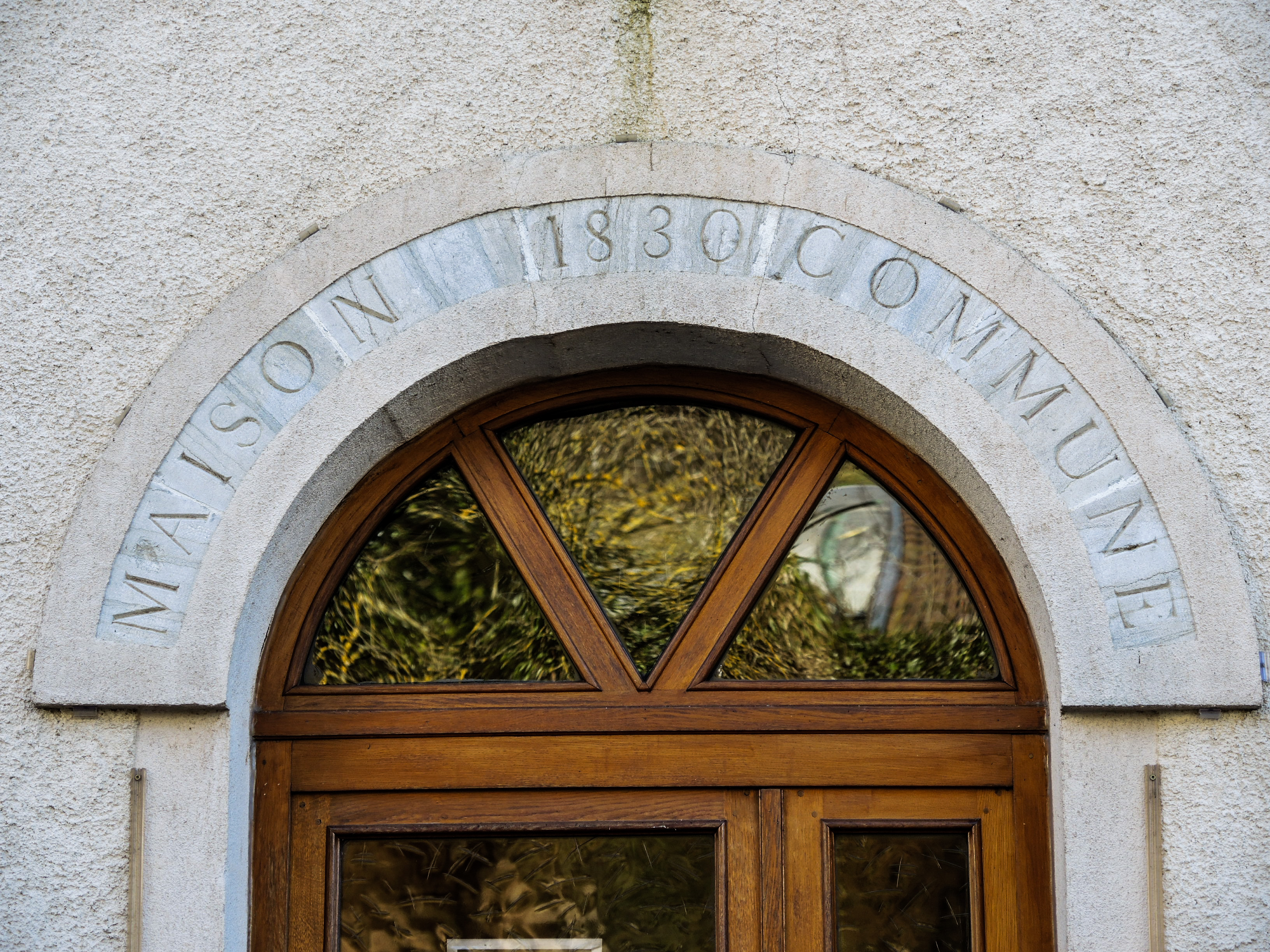
Linteau de la porte de la mairie
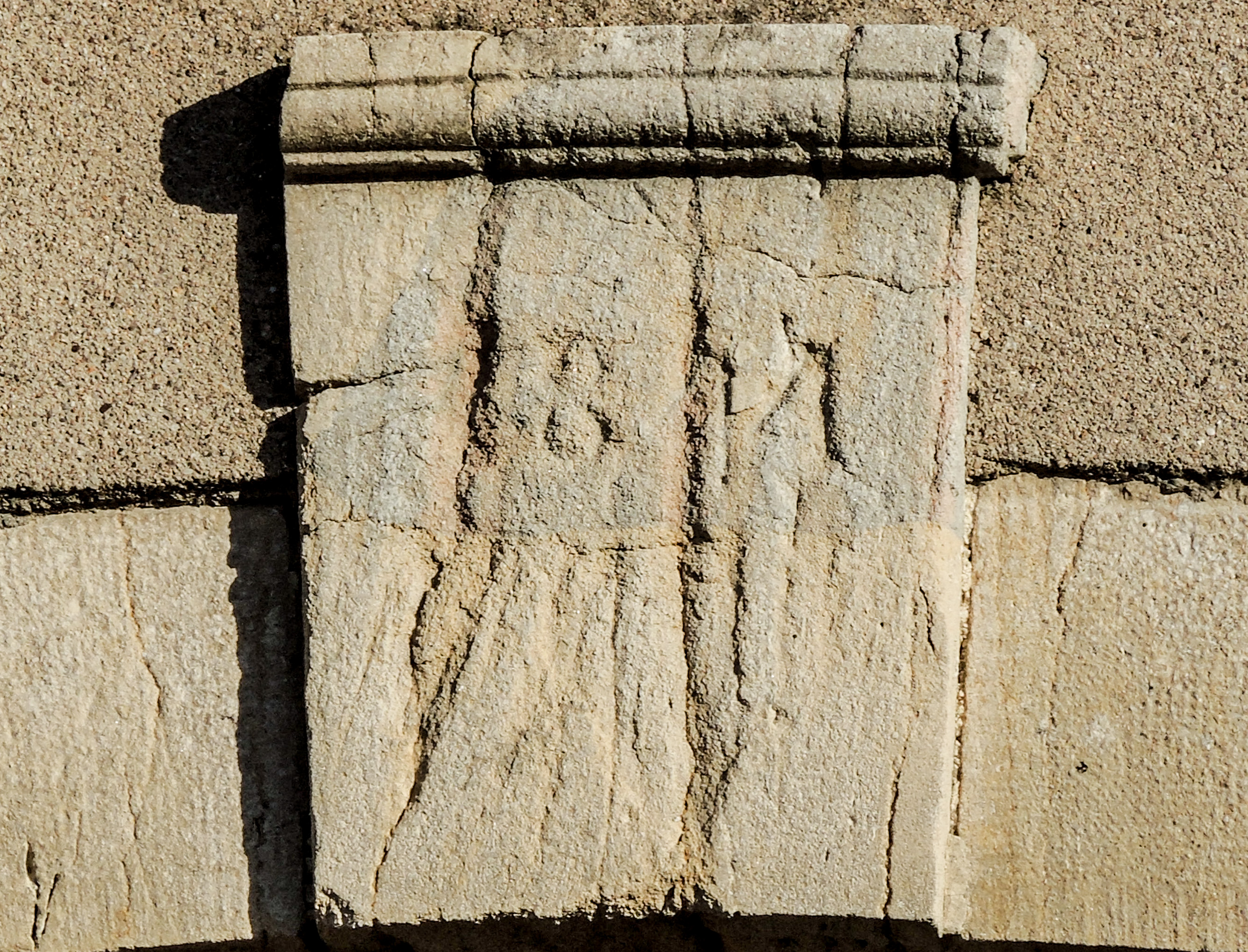
Clé de linteau, datée de 1841
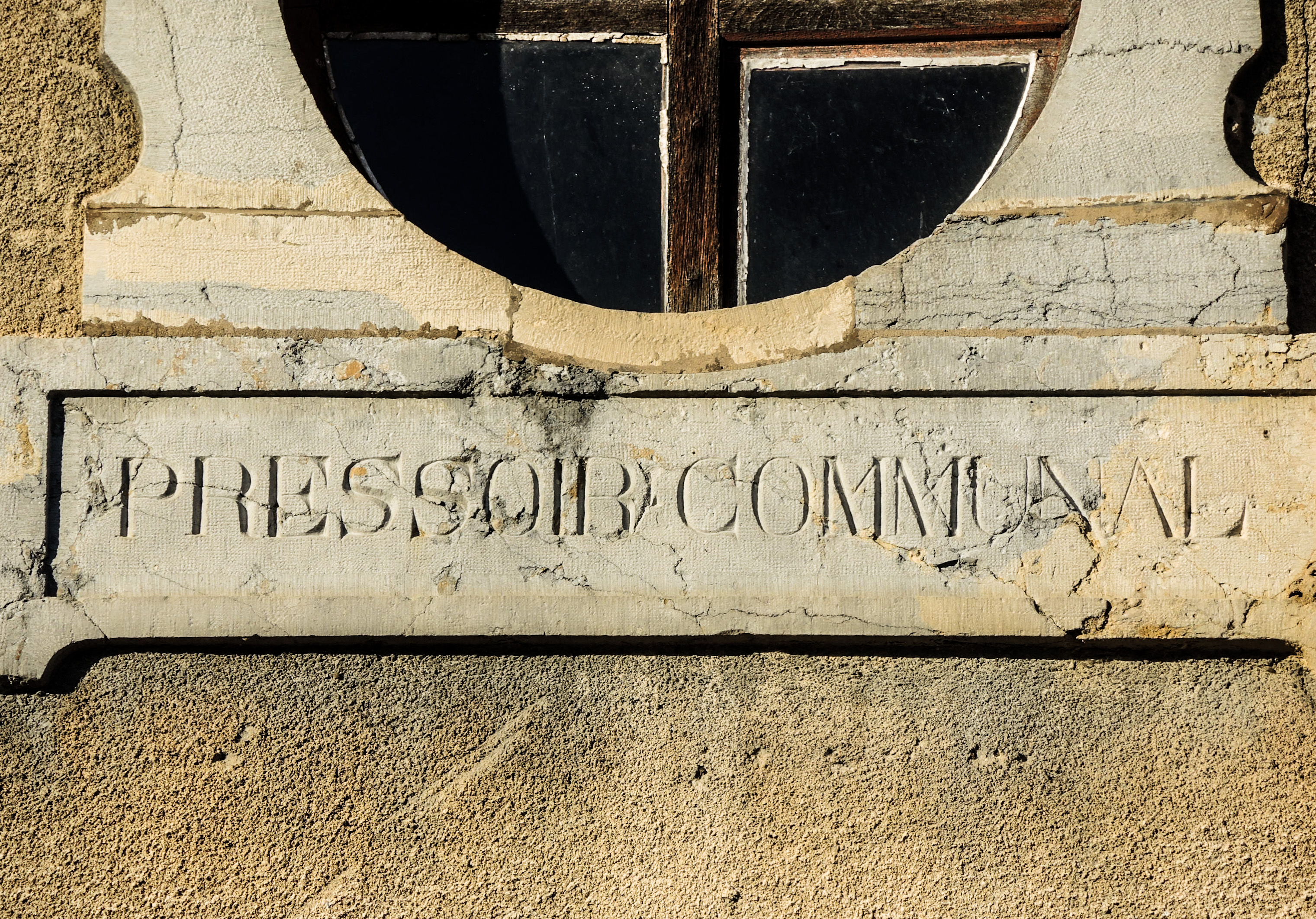
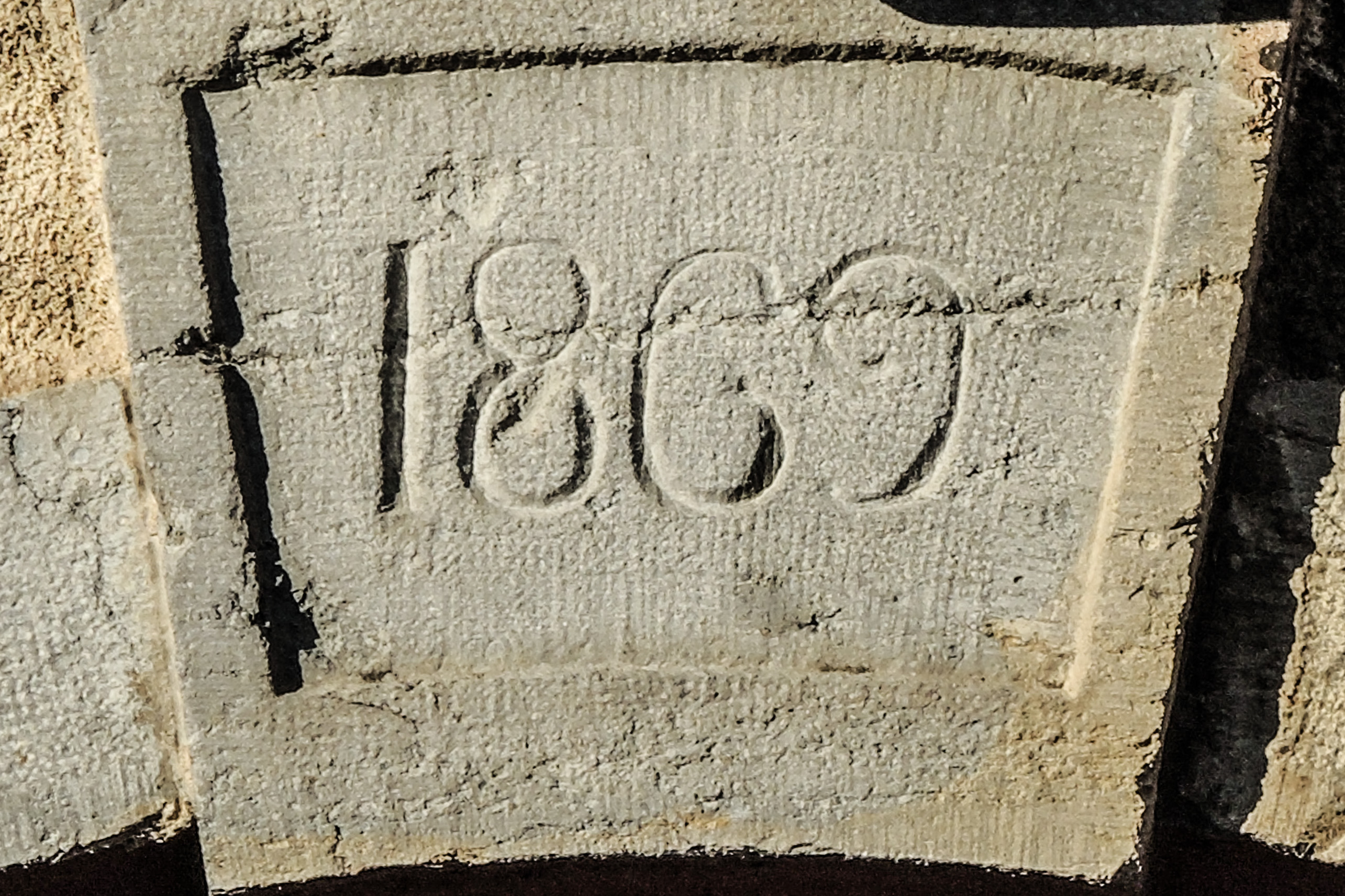
Clé de linteau sur l'ancien pressoir communal
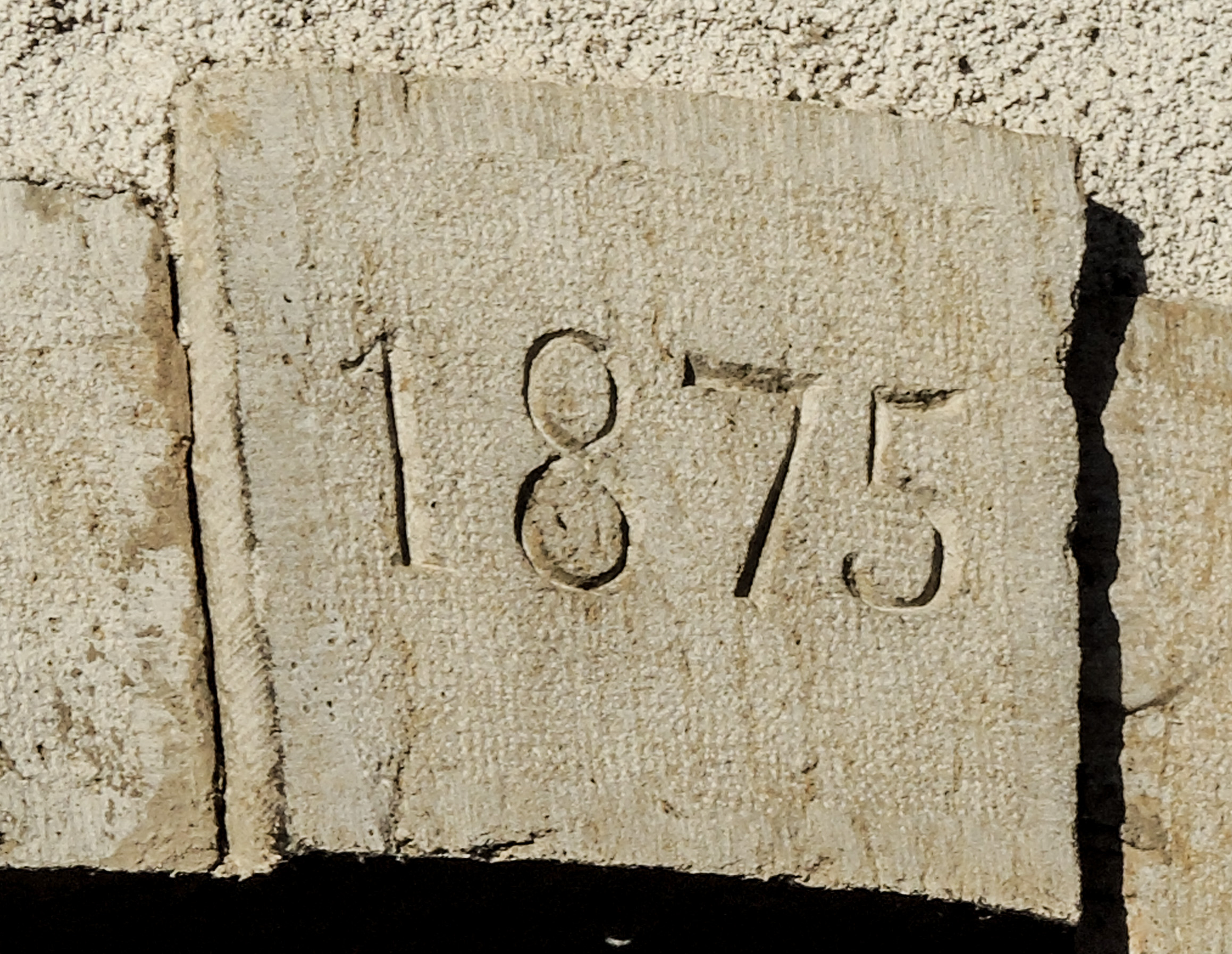
Clé de linteau, datée de 1875

### Héraldique
Description: De gueules à bande d'or et au canton d'azur.